# Königin der Rosen
Die Rosensorte Königin der Rosen, synonym 'Colour Wonder' oder 'Queen of Roses', ist eine stark gefüllte, lachsorange blühende Edelrose mit haltbaren, duftenden Blüten, die auf der Unterseite gelb sind. Die Teehybride wurde von Reimer Kordes 1964 aus 'Kordes Perfecta' × 'Super Star' gezüchtet und hat dunkelgrünes, lederartiges Laub, viele große Stacheln und erreicht eine Wuchshöhe von zirka einem Meter. Die Rose ist sternrußtau- und mehltauanfällig und in rauen Lagen frostempfindlich.
'Königin der Rosen' ist als Schnittrose sehr lange haltbar; die Blumen sollten aber nicht zu knospig geschnitten werden.

## Auszeichnungen
- ADR-Rose 1964
- Belfast Gold Medal 1966